# 本多忠朝
本多 忠朝（ほんだ ただとも）は、安土桃山時代から江戸時代初期にかけての大名。上総大多喜藩の第2代藩主。

## 生涯
天正10年（1582年）、徳川家康の重臣・本多忠勝の次男として生まれる。慶長5年（1600年）、関ヶ原の戦いに従軍した。戦後、父が伊勢桑名藩に移封されると、父の旧領・上総大多喜5万石を譲られた。
慶長14年（1609年）、ドン・ロドリゴ一行のスペイン船サン・フランシスコ号が航海中に難破し50人余りが溺死し､300人余りが 上総国岩和田村（現御宿町）田尻の浜に上陸した際は、これを保護し歓待した。ロドリゴは『ドン・ロドリゴ日本見聞録』の中で、一行は約40日間滞在したが、その間、村の人々が献身的に対応してくれたと記している。忠朝は300人余りの家臣を率いてロドリゴのもとを訪れ状況を幕府へ報告した｡
新田開発を積極的に行い､慶長14年（1609年）に国吉原、慶長16年（1611年）に万喜原の開発を奨励している｡
慶長15年（1610年）、父の忠勝は亡くなる前に、軍費として1万5000両を忠朝に譲ろうと遺書を残したが、忠朝は兄の忠政は所領も広く所用もまた多いだろうと言って、この金を受け取らなかった。忠政は亡父の遺命にそむくべからずといって互いに金を受け取ろうとしなかった。結局、兄弟で折半することになった（『徳川実紀』）。
慶長19年（1614年）、安房国の里見忠義改易の際には、佐貫城主・内藤政長とともに館山城の破却と近辺の守備を行う。
慶長19年（1614年）、大坂冬の陣でも活躍したが、酒を飲んでいたために不覚をとり、敵の猛攻に遭って敗退した。それを家康に咎められた忠朝は、翌20年（1615年）の大坂夏の陣のとき、汚名を返上しようと天王寺・岡山の戦いで先鋒を務め、毛利勝永軍に正面から突入し、奮戦したが戦死した。享年34。死の間際、忠朝は「酒のために身をあやまる者を救おう」と遺言したといわれ、死後「酒封じの神」として崇められている。忠朝の墓は一心寺（大阪市天王寺区逢坂）の境内にある。後に忠朝の骨は分骨されて、良信寺（良玄寺）に葬られた。
家康はその死を悼み、忠朝の遺児・政勝を大和郡山藩主として封じた。

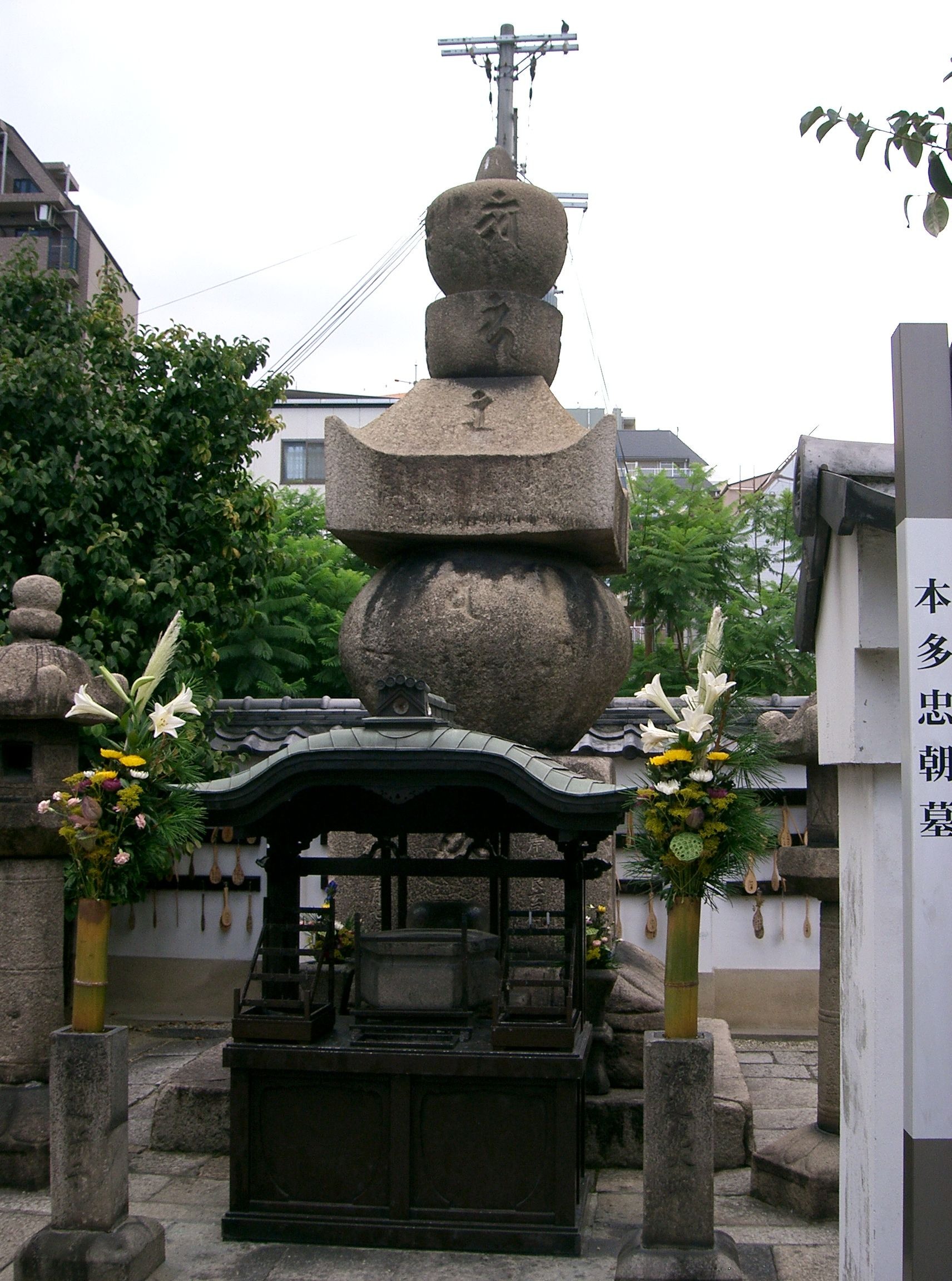
一心寺の墓所